# Айда, Адиля
Адиля Айда (7 марта 1912, Санкт-Петербург, Российская империя — 5 октября 1992, Стамбул, Турция) — турецкая писательница, известный историк, профессор, дипломат.

## Биография
Адиле Айда родилась в 1912 году в Санкт-Петербурге. Её отцом был Садри Максуди Арсал — известный адвокат, депутат Государственной Думы и советник Мустафы Кемаля Ататюрка, матерью же была дочь татарского золотопромышленника Мухамметшакира Рамеева, Камила Рамеева (Камиле Рами Арсал). 
Айда получает начальное образование в Берлине и Париже, оканчивает французский лицей Нотр Дам Де Сион в Стамбуле, получает высшее образование на юридическом факультете Анкарского университета, в 1932 году успешно проходит вступительный экзамен в Министерство иностранных дел и становится первой женщиной-дипломатом Турецкой Республики. По причине выхода постановления о запрещении назначения женщин на должность в зарубежные дипломатические представительства, в 1934 году Адиле Айда уходит в отставку. В этот период она работает преподавателем французского языка в Государственной консерватории в Анкаре, Колледже народного просвещения и Лицее для девочек г. Анкары.
В 1941 году она заканчивает отделение французского языка и литературы факультета языка, истории и географии. В том же годе становится ассистентом на отделении французского языка и литературы, а в 1943 году — доцентом. В связи с замужеством её назначают преподавателем на факультет литературы Стамбульского университета, а в 1957 году по причине отмены постановления о запрете назначения женщин на должность в зарубежные дипломатические представительства, она оставляет свою должность на факультете и возвращается на работу в Министерство иностранных дел.
В 1958 году она работает делегатом в Генеральной Ассамблее ООН, в 1959 году — советником Посольства в Гааге, в 1961 году — советником Посольства в Белграде, в 1963 году — заместителем Генерального директора по вопросам культуры. Будучи заместителем генерального директора, в 1966 году она получает орден «за заслуги» и в 1967 году назначается на пост Посла-советника Посольства в Риме. Находясь в Риме, Айда исследует этрусков, пишет работы на французском и турецком языках, в которых она разрабатывает идею о прото-тюркском происхождении этрусков. В 1971 году она возвращается в Анкару в качестве советника министерства и продолжает свою писательскую деятельность. Она пишет разноплановые статьи, преимущественно на тему культуры и литературы, и публикует их в газетах «Терджуман» («Переводчик») и «Хисар» («Крепость»). Написанные произведения: «Мир мыслей и стихов Яхьи Кемаля», «Такими они были при жизни», «Литературный букет».
1976 году по указу президента Фахри Корутюрка Адиле Айда назначается на пост сенатора по квотам в Сенат Республики и занимает этот пост до 1980 года.
Адиле Айда скончалась 5 октября 1992 года и похоронена на кладбище Зинджирликуйю.

### Личная жизнь
В браке с Решидом Мазхаром Айда у неё родились две дочери. Дочери Адиле Айда: Гонул Пултар — доктор филологии, возглавляет Всемирную Лигу татар, Гульнур Учок работает в экономической сфере.